# 中小企業銀行
中小企業銀行（韓語：중소기업은행，縮寫IBK；韩交所：024110；SWIFT：IBKOKRSE）是韓國的一間商业银行，总部位于首爾特別市中區。银行于1961年成立，口号为「Fine Bank」。IBK银行為大韩民国政府國有，本金数量排名全国第6。
1997年，中小企业银行进入中国市场，在韩国企业投资较为集中的天津市设立天津分行，2009年转制成为独资法人银行企业银行（中国）有限公司。